# Chamaeza mollissima
Chamaeza mollissima là một loài chim trong họ Formicariidae.